# Moritz Flavius Trenck von Tonder
Freiherr Moritz Flavius Trenck von Tonder (* 1746 in Dresden; † 21. September 1810 in Frankfurt am Main) war ein deutscher Offizier und Publizist.

## Leben
Moritz Flavius Trenck von Tonder wurde 1746 in Dresden geboren, wo sein Vater als polnischer Gesandter tätig war. Er wurde im Theresianum in Wien erzogen und trat anschließend als Offizier dem k. k. Geniekorps bei. Im Auftrag der Regierung unternahm er eine Reise nach Spanien, wo er den Bau der Befestigungsanlagen in Cartagena leitete. Dabei wurde er ein Opfer von Intrigen und Verleumdungen und geriet für zwei Jahre in Haft. 
Nach der Freilassung quittierte er seinen Armeedienst und ließ sich 1785 in Neuwied nieder. Dort gab er die einflussreiche Zeitung Politische Gespräche der Todten heraus, deren Artikel er überwiegend allein schrieb. Sie erschien prinzipiell ohne Angabe des Verfassers und eines Verlagsorts und wurde regelmäßig zensiert. Das konservative, antirevolutionäre Journal propagierte die österreichisch-preußische Zusammenarbeit und war ein bedeutender Vorkämpfer der deutschen Idee am Rhein.
Am 15. September 1795 wurde Neuwied französisch besetzt, und Trenck von Tonder wurde danach vielfach angefeindet, so dass er 1796 nach Frankfurt am Main übersiedelte.

## Familie
Moritz Flavius Trenck von Tonder heiratete um 1785 in Neuwied Maria Katharina d’Auchopt. Der gemeinsame Sohn Moritz Trenck von Tonder (1786–1855) wurde später Bankier und Industrieller.

## Werke
- Politische Gespräche der Todten, Neuwied: Gehra 1786–1794
  - Jg. 4 (1789) – (Digitalisat)
  - Jg. 7 (1792) – (Digitalisat)
- Politische Gespräche der Todten und politischer Briefwechsel zwischen den Lebendigen und den Todten, Neuwied 1795–1796
- Reich der Todten; Eine Zeitschrift, enthaltend: Politische Gespräche der Todten; Politische Reden, nebst Geheimen Brief-Wechsel zwischen den Lebendigen und den Todten, Frankfurt am Main 1796–1810
  - Jg. 15 (1810) – (Digitalisat)